# 絶唱母を呼ぶ歌 鳥よ翼をかして
『絶唱母を呼ぶ歌 鳥よ翼をかして』（ぜっしょうははをよぶうた とりよつばさをかして）は、1985年（昭和60年）に公開された日本映画。在日朝鮮人の帰還事業で朝鮮人配偶者とともに北朝鮮に渡った日本人妻・夫等数千人の帰国問題をテーマとした映画である。世界平和統一家庭連合（旧統一教会）の関連団体「日本人妻自由往来実現運動の会」が制作。同団体会長で、のちに日本統一教会会長となる江利川安栄が池田文子名義で原作とプロデューサーを務めた。監督は井上梅次。

## 概要・背景
朝鮮半島にルーツを持つ在日韓国・朝鮮人と結婚し、在日朝鮮人の帰還事業で1831人余りの日本女性が、朝鮮民主主義人民共和国（北朝鮮）に移住した。しかし、多くは現地で差別や貧困に苦しみ、「誰も帰国できていない」状態が続いた。
1974年、統一教会（現・世界平和統一家庭連合）は、日本人と妻の帰国実現を目指す団体「日本人妻自由往来実現運動の会」を設立。会長には反共運動で名を馳せた江利川安栄が選出された（池田文子名義）。
江利川が本作品の原作とプロデューサーを担当。「日本人妻自由往来実現運動の会」と「日本人妻里帰運動後援会」の二つの団体によって作られた。1985年6月20日、公開。
「しんぶん赤旗」の社会部は、本作が地方自治体の後援を取り付けて各地で上映会を開き、鑑賞券は、統一教会信者が「アフリカ難民募金」を称するインチキ募金などとセットにして売り歩いたと述べている。
監督の井上梅次はこのあとも、教団関連の映画『暗号名 黒猫を追え!』（1987年）の監督を務めた。

## スタッフ
- 監督 - 井上梅次
- 製作 - 池田文子
- 原作 - 池田文子
- 脚本 - 井上梅次
- 撮影 - 小野正
- 美術 - 松井敏行
- 編集 - 飯塚勝
- 音楽 - 山本はるきち
- 助監督 - 岩清水昌弘
- 制作 - 日本人妻自由往来実現運動の会、日本人妻里帰運動後援会

## キャスト
- 沖田浩之
- 坂上味和
- 藤巻潤
- 萩尾みどり